# Hepworth (Suffolk)
Hepworth – wieś w Anglii, w hrabstwie Suffolk, w dystrykcie West Suffolk. Leży 35 km na północny zachód od miasta Ipswich i 117 km na północny wschód od Londynu.